# Philosophiae naturalis principia mathematica
Philosophiae naturalis principia mathematica (latinsko Matematična načela naravoslovja) je delo v treh zvezkih, ki ga je Isaac Newton končal in poslal rokopis Kraljevi družbi leta 1686 ter objavil leto kasneje 5. julija leta 1687 v nakladi 300 do 400 izvodov. »Načela« so morda najvplivnejše znanstveno delo. V njem je Newton obdelal zakone gibanja, ki predstavljajo temelj klasične mehanike. Ob njih je obdelal tudi splošni gravitacijski zakon in iz njega izpeljal Keplerjeve zakone o gibanju planetov.
Po mnenju zgodovinarja znanosti Pierra Rousseauja ni človeškega dela, ki bi »doseglo višino Načel. Dejstvo, da je to mojstrsko delo prvič omogočilo ljudem prodreti v globine narave in, da je z bleščečo lučjo osvetlilo mehanizem, ki giblje nebesna telesa, nam pojasnjuje, zakaj so na pisanje te knjige gledali kot na človeka, ki je prekosil človeški rod.« Nadaljevalec Newtonovega izročila Laplace je rekel, da se »bo ta knjiga ohranila kot spomenik globine veleuma, ki nam je odkril največji zakon Vesolja«. 
Ob svojem delu v fiziki je Newton razvil še matematično orodje, znano kot infinitezimalni račun. Kljub temu se ga najde v »Načelih« le malo - Newton se je opiral predvsem na geometrijske argumente.
Newton je pred svojo smrtjo objavil še dve izdaji »Načel«. Druga izdaja je izšla leta 1712 v Cambridgeu (ponatisnjena v letih 1714 in 1723 v Amsterdamu), tretja pa 1726 v Londonu. Po spremembah v zaporednih izdajah je mogoče lepo zasledovati, kako se je spreminjal Newtonov pogled. Prvi angleški prevod je po Newtonovi smrti leta 1729 pripravil Andrew Motte. V dveh knjigah zajema več kot 750 strani. Novih izdaj in prevodov, tudi takšnih z obsežnimi pripombami, je do danes izšlo veliko. Zaradi geometrijskega
dokazovanja so Načela za sodobnega fizika izredno zahtevno branje. Znani
astrofizik in nobelovec Chandrasekhar je v zadnjih letih svojega življenja opravil veliko delo. 150 predlogov o gravitaciji iz Načel je predelal v obliko, ki ji lahko sledi današnji fizik. Leta 1995 jih je izdal v knjigi z naslovom Newtonova Načela za vsakogar (Newton's Principia for the Common Reader).